# Comissió de la Ciència Mediterrània

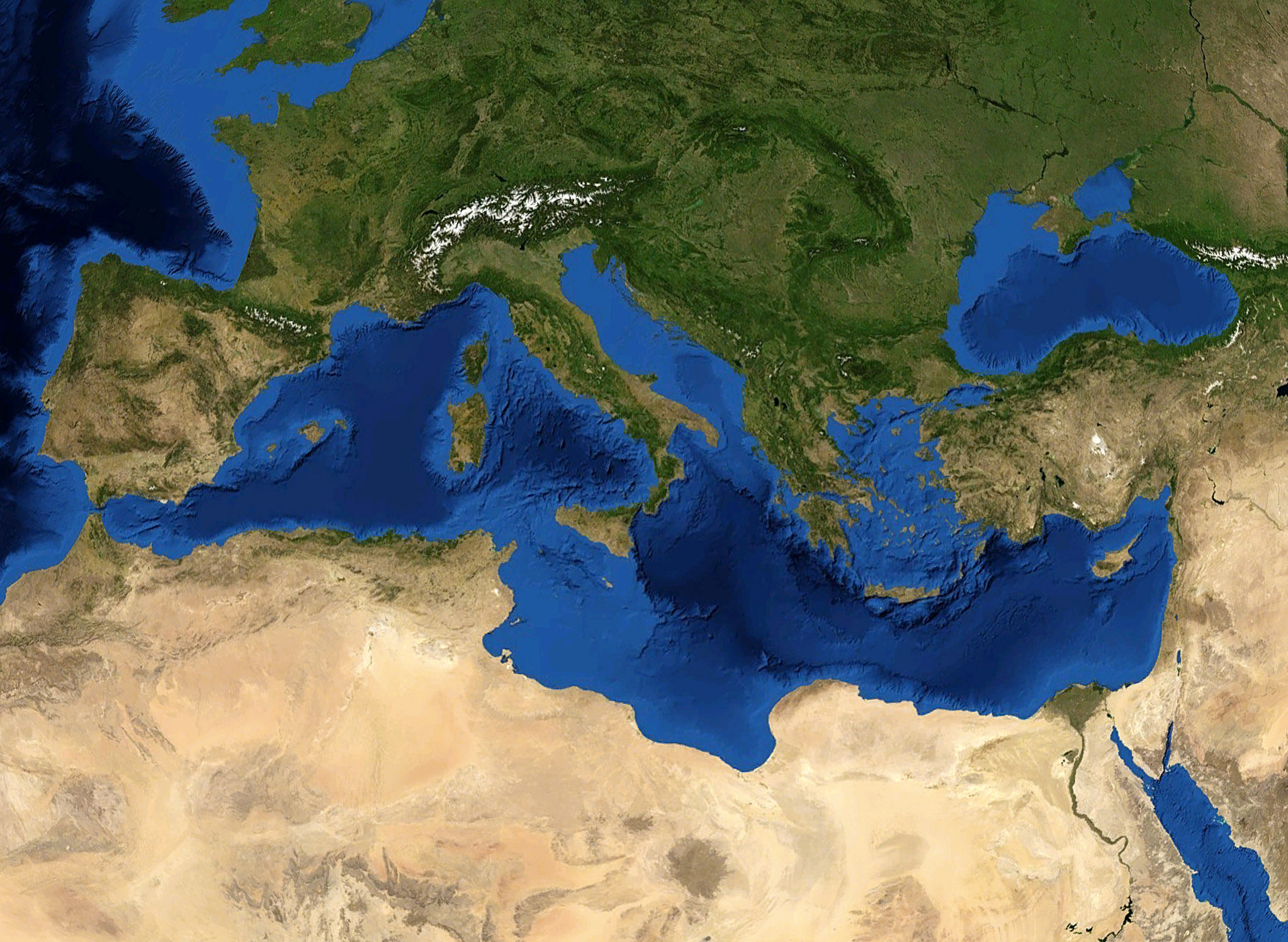
Vista del Mar Mediterrani i Mar Negre

La Comissió de la Ciència Mediterrània (en anglès: Mediterranean Science Commission), o Comissió Internacional per la Exploració Científica de la Mediterrània (Commission Internationale pour l'Exploration Scientifique de la Méditerranée), abreviat CIESM, és una comissió creada a Madrid, Espanya, per empendre la multilateral recerca internacional de la ciència marina del mar Mediterrani. L'organització va ser fundada per països del voltant del mar Mediterrani i, actualment, està obert per a tots aquells països que es comprometin amb la recerca científica. El CIESM té l'objectiu de desenvolupar la cooperació científica a través de promoure l'ús internacional d'estacions de recerca nacionals. El CIESM és un cos intergovernamental on 23 estats, principalment de la costa mediterrània, en són membres.

## Primers anys
Dos professors, l'italià Decio Vinciguerra i l'alemany Otto Krümmel, van pensar que seria útil per la indústria de la pesca promoure l'exploració oceanogràfica del mar Mediterrani. Basada en la proposta de Vinciguerra, la 9ª Unió Internacional Geogràfica de Ginebra va aprovar el principi d'una comissió al juliol de 1908 i van decidir que un comitè definiria l'organització.
Es va formar el comitè i la primera trobada es va fer a Mònaco el 30 de març de 1910, sota la presidència del Príncep Albert I de Mònaco, amb la premissa de la recent creació del Museu Oceanogràfic de Mònaco. Llavors, dos principis aparentment contradictoris van emergir. L'organització devia ser lliure d'interferència política, i els països havien de ser representats a nivell governamental pel que els dictàmens científics de la comissió tinguessin pes.
La següent reunió, al febrer de 1914, van aprovar el principi de que tots els països del voltant del mar Mediterrani i també del mar Negre, podien ser elegibles per a ser membres de l'afiliació. Es va plantejar una tercera reunió a Espanya, però va ser cancel·lada arran de l'inici de la Primera Guerra Mundial. L'Assemblea Constituent del CIESM es va veure ajornada fins al novembre de 1919, quan va ser portada a Madrid després d'una trobada preparatòria a París, durant el juny de 1919. El rei Alfons XIII d'Espanya fou el primer president.La reunió de fundació va tenir representants d'Egipte, França, Grècia, Itàlia, Mònaco, Espanya, Tunísia i Turquia.
Del 1919 fins al 1939, diversos observatoris marins van ser fundats al voltant del mediterrani en països com Algèria, Tunísia i Itàlia. Vaixells especialitzats francesos, italians i espanyols van emprendre mapatge i recerca a l'Estret de Gibraltar, al Bòsfor, a l'Estret de Mesina i al Golf de Gabès. L'afiliació es va estendre i hi van incloure-hi: Romania (1925), Sèrbia (1927, Xipre (1919, Palestina (1929), Síria (1930, Líban (1930) i Marroc (1933). La comissió va publicar una revista i uns informes anuals.

## Posterior a la Segona Guerra Mundial
La tasca de la comissió va ser suspesa durant la Segona Guerra Mundial, tot i que va haver-hi pressió per tal de transferir la responsabilitat a les Nacions Unides, que va permetre reprendre les reunions al 1951 a París. Al 1954 es va formular un nou èmfasi en la protecció marina. Al 1966, el 20è Congrés de la CIESM es va organitzar a Bucarest i Constanza, Romania, pel biòleg marí Mihai Băcescu. En aquesta reunió, Rainier III de Mònaco, va ser elegit president i Jacques Cousteau secretari general. Cousteau va mantenir aquesta posició fins a 1988, quan va ser reemplaçat per François Doumenge, que va ser secretari general fins a 2007.
Un canvi en els estatuts va permetre que els membres dels països no costaners hi poguessin participar en la investigació, Alemanya es va convertir en un membre el 1969, seguit per Suïssa en 1970. Al 1992, Croàcia, Eslovènia i Ucraïna es van convertir també en membres. Al 1996 es va reestructurar la CIESM en sis comissions. Finalment, al 2004 es va unir Portugal.

## Exemples de la seva tasca

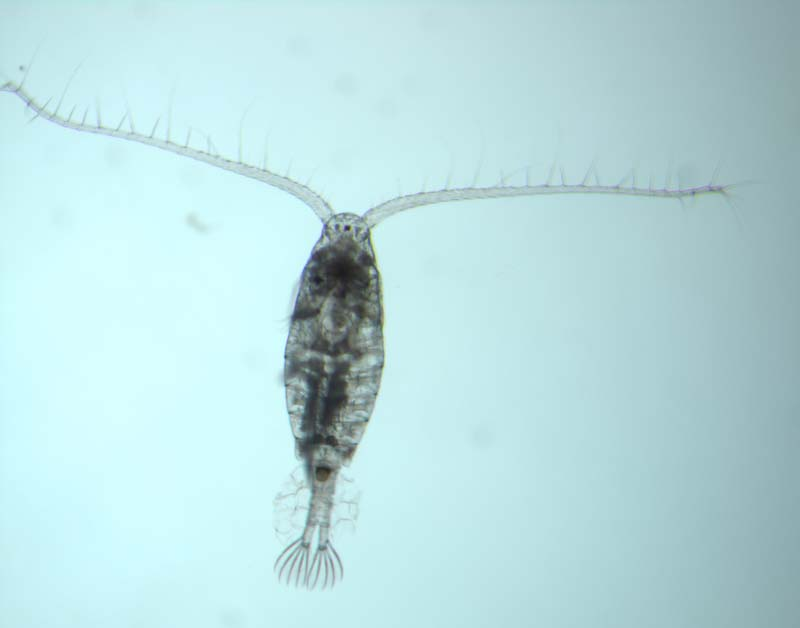
Copèpode Diaptomus, un dels zooplàncton més importants de la cadena alimentària marina

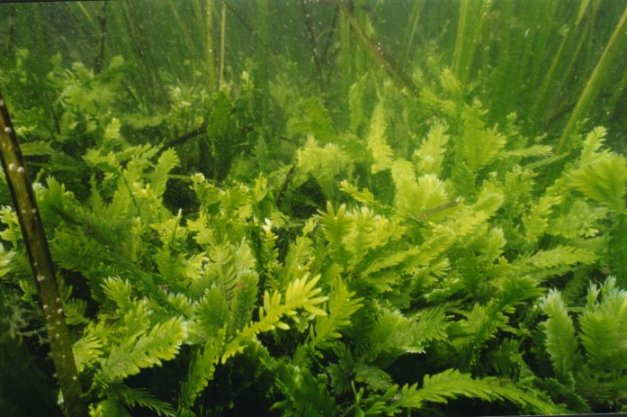
Caulerpa taxifolia, una espècie d'alga marina de l'oceà Índic que és tòxica per als peixos i que poden desplaçar les algues marines comestibles

La CIESM porta a terme tallers i programes de col·laboració, ajuda a milers d'investigadors marins intercanviant informació i publicant estudis.És l'única organització que s'especialitza en la investigació científica del Mar Mediterrani.La CIESM proporciona assessorament sobre qüestions relacionades amb els ecosistemes marins mediterranis, que s'obre tant neutral i amb autoritat. A través de la seva xarxa de científics i organitzacions que participen en les ciències del mar, pot detectar ràpidament els canvis i alertar els governs i altres persones que han de prendre mesures.
Al 1993, la CIESM va respondre a una petició del Parlament Europeu i va emetre una avaluació detallada de la contaminació marina a la Mediterrània. Diversos informes del CEISM han donat els resultats dels estudis de metalls que tracen la Mediterrània, el que podria conduir a problemes de salut humana del consum de peix amb nivells inacceptables de mercuri. Al 1998, la CIESM va començar a fer tallers d'investigació que van produir monografies sobre les noves qüestions. Els estudis han cobert temes com les floracions de fitoplàncton al mar Adriàtic central, la distribució de copèpodes i altres espècies de zooplàncton, les fluctuacions de la població de les sardines, les causes dels canvis en la salinitat, l'alimentació de la daurada jove i molts altres temes.
Tanmateix, al 1998, la CIESM va crear un grup de treball que va començar a controlar les espècies exòtiques que s'havien introduït recentment a la mar Mediterrània, el que porta a la publicació de l'Atles de la CIESM de peixos exòtics, crustacis i mol·luscs. La comissió ha reunit dades sobre invasions d'espècies exòtiques, sovint portades a les aigües degut al llast dels vaixells. L'èmfasi d'aquesta investigació ha estat en les espècies d'importància econòmica. A causa de la naturalesa de l'activitat de recerca i les àmplies variacions en la intensitat d'estudi en diferents parts de la mar, les dades són il·lustratives en lloc de la sistemàtiques. Algunes espècies no són desitjades, mentre que altres són valuoses. Els peixos i les gambes que han migrat cap al Mediterrani des del Mar Roig, representen gairebé la meitat del menjar capturat pels arrossegadors al llarg de la costa est del mar.
Al juliol de l'any 2000, trenta-un científics de dotze països van assistir a un taller de la CIESM anomenat "Pesca sota de les xarxes alimentàries de la Mediterrània". Ells discuteixen el concepte de pesca per la xarxa d'aliments, ja que s'aplica a la Mediterrània. El juny de 2004, la CIESM va dur a terme un debat sobre la protecció de les profunditats del mar Mediterrani, incloent-hi fonts fredes, "esculls" de corall d'aigua freda, muntanyes submarines i les piscines de salmorra. Tots ells estan potencialment amenaçats per activitats humanes com la pesca d'arrossegament, eliminació de residus i la perforació del llit marí.
El 36è Congrés de la CIESM es va dur a terme a Mònaco al setembre de 2001. Durant una debat de taula rodona sobre la "Vigilància efectiva dels canvis de clima marítim" es va fer evident que seria a llarg termini, degut als canvis cíclics que s'estaven produint, i que no hi havia suficients dades per a comprendre adequadament la seva naturalesa i causa. Un taller de tres dies es va organitzar per a l'abril de 2002, per investigar la qüestió, on els científics van estar-hi d'acord en la necessitat d'un sistema de seguiment a llarg termini que inclogui el mesurament i modelització dels canvis oceanogràfics i atmosfèrics.

## Organització actual

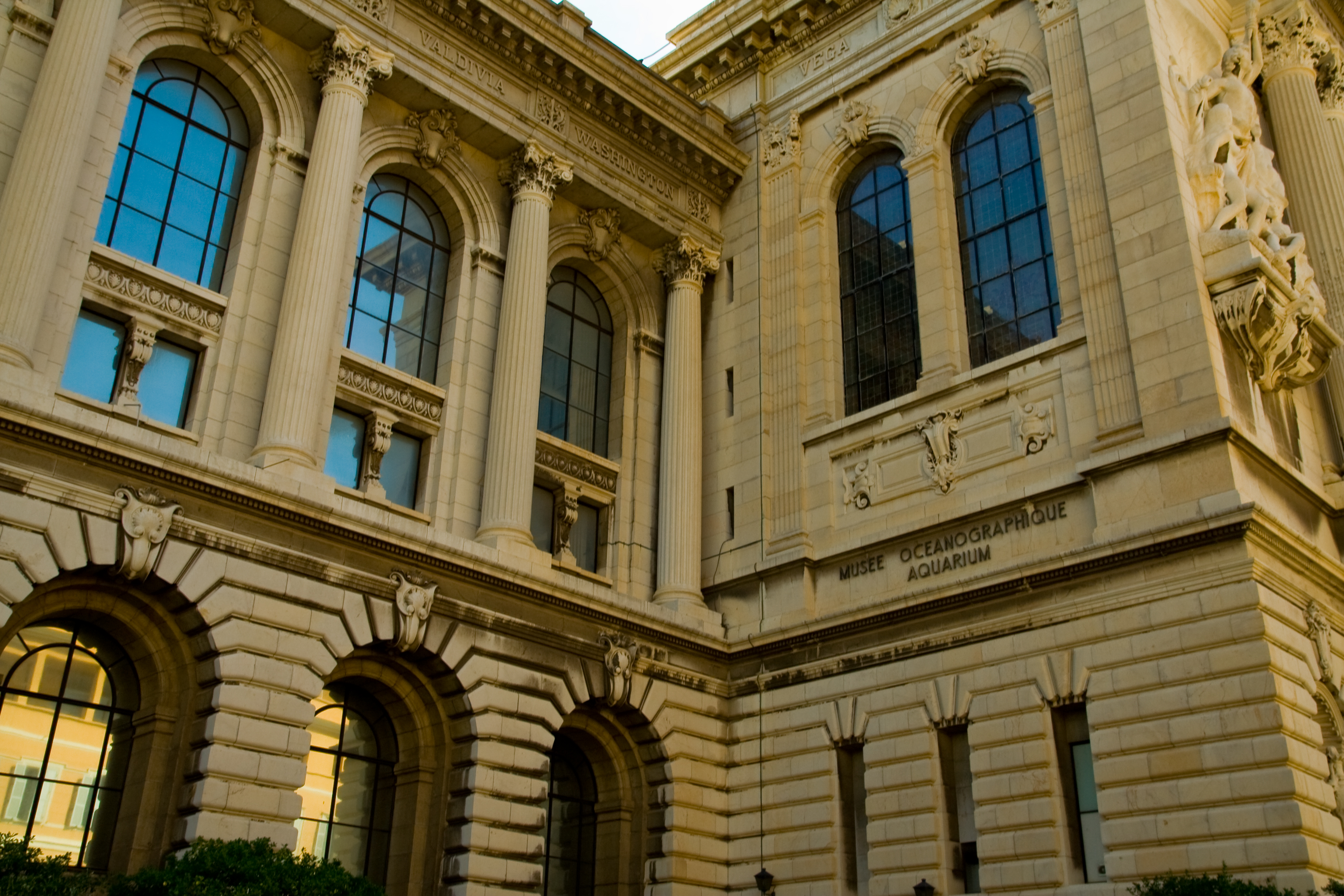
Museu Oceanogràfic de Mònaco, Monaco, seu de la CIESM

En virtut dels Estatuts de la Comissió, a partir del 30 de novembre de 1970, la seu es troba al Museu Oceanogràfic de Mònaco i l'idioma oficial és el francès. Un president i un secretari general són elegits cada quatre anys en el ple del Congrés i de l'Assemblea, i poden ser reelegits. Un Congrés i una Assemblea se celebraven cada dos anys, per decidir sobre els temes que es volien estudiar. Tot i així, des de 1992, els Congressos de la CIESM s'han celebrat cada tres anys. L'actual president de la Comissió és el PríncepAlbert II de Mònaco.
Hi havia 23 països membres al 2008: Algèria, Alemanya, Xipre, Croàcia, Egipte, Espanya, França, Grècia, Israel, Itàlia, Líban, Malta, Marroc, Mònaco, Portugal, Romania, Eslovènia, Suïssa, Síria, Tunísia, Turquia, Ucraïna i Sèrbia-Montenegro. El pressupost de 2008 va ser de 910.000 €. La comissió és part del programa MARCOM de la Unió Europea i treballa amb altres organismes internacionals com la Comissió General de Pesca del Mediterrani i amb altres projectes nacionals, alguns finançats pel Programa Mediterrani d'Assistència Tècnica Mediambiental (METAP), organitzat pel Banc Mundial en cooperació amb el Programa de Desenvolupament de les Nacions Unides, el Banc Europeu d'Inversions i la Comissió Europea.
La Comissió es basa en el treball d'investigadors en més de 30 països. Consta de sis Comitès:
- Geociències Marines,
- Física i Clima de l'Oceà,
- Biogeoquímica Marina,
- Microbiologia i Biotecnologia Marina,
- Els ecosistemes marins i dels recursos vius,
- Sistemes costaners.